# 曙町 (熊谷市)
曙町（あけぼのちょう）は、埼玉県熊谷市にある町名。現行行政地名は曙町1丁目から5丁目がある。郵便番号は360-0033。

## 地理
埼玉県熊谷市の中央部の荒川扇状地の扇端で、熊谷駅南口周辺に位置する住宅と商店が混在する地域。隣接する町に桜木町、万平町（まんぺいちょう）、佐谷田、銀座がある。町の北縁を高崎線、町のほぼ真ん中を秩父鉄道秩父本線が走っている。

## 歴史
- 1959年（昭和34年） - 区画整理が実施され、大字熊谷の一部から曙町一丁目・二丁目、大字熊谷、平戸の各一部から曙町三丁目・四丁目が成立する[4]。
- 1978年（昭和53年）11月1日 - 大字佐谷田の一部が曙町三丁目・四丁目に併合され、大字熊谷、平戸の各一部から曙町五丁目が成立する[4][5]。

## 世帯数と人口
2018年（平成30年）6月1日現在の世帯数と人口は以下の通りである。
| 丁目       | 世帯数    | 人口    |
| ---------- | --------- | ------- |
| 曙町一丁目 | 209世帯   | 462人   |
| 曙町二丁目 | 327世帯   | 688人   |
| 曙町三丁目 | 205世帯   | 401人   |
| 曙町四丁目 | 229世帯   | 445人   |
| 曙町五丁目 | 183世帯   | 348人   |
| 計         | 1,153世帯 | 2,344人 |

## 小・中学校の学区
市立小・中学校に通う場合、学区は以下の通りとなる。
| 丁目       | 番地 | 小学校             | 中学校               |
| ---------- | ---- | ------------------ | -------------------- |
| 曙町一丁目 | 全域 | 熊谷市立桜木小学校 | 熊谷市立富士見中学校 |
| 曙町二丁目 | 全域 | 熊谷市立桜木小学校 | 熊谷市立富士見中学校 |
| 曙町三丁目 | 全域 | 熊谷市立桜木小学校 | 熊谷市立富士見中学校 |
| 曙町四丁目 | 全域 | 熊谷市立桜木小学校 | 熊谷市立富士見中学校 |
| 曙町五丁目 | 全域 | 熊谷市立桜木小学校 | 熊谷市立富士見中学校 |

## 交通

### 鉄道
JR東日本高崎線や、秩父鉄道秩父本線が通り、熊谷駅が設置されている。なお、熊谷駅の南口は隣の桜木町1丁目にある。1983年（昭和58年）5月31日までは東武熊谷線も通っていた。

### 道路
国道および県道は町域内を通っていない。主な市道として「元荒川通り」が町域の南境を通り、「桜木公民館入口」停留所が設置されている。以前は埼玉県道257号冑山熊谷線が町内を通っていた。

## 施設
- 秩父鉄道本社
- 熊谷市桜木公民館
- 熊谷社会文化会館
- 曙万平自治会会館
- 熊谷市立曙町保育所
- 曙公園 - 八丁の一里塚がある[7]
- 曙第2公園
- 仏説寺（佛説寺）